# Denk
A Denk egy hollandiai baloldali politikai párt, melynek fő ideológiája a kisebbségvédelem. A pártot Tunahan Kuzu és Selçuk Öztürk hollandiai török képviselők alapították 2015-ben, miután 2014 novemberében kiléptek a Munkáspártból. A párt neve hollandul Gondolkodj!; törökül Egyenlőség!-et jelenti. A párt 2017-es választáson a Képviselőházban három mandátumot szerzett.

## Ideológia
A párt hitet tesz a multikulturális társadalom, bevándorlás és a diszkriminációellenesség mellett.
A párt 2015 februárjában hozta nyilvánosságra kiáltványát, melyben kihangsúlyozzák a toleráns, gondoskodó, szolidáris és igazságos társadalom fontosságát. 
Fontosnak tartják, hogy az oktatásban a bevándorlási történelmet megfelelően tanítsák. A társadalmi integráció szó helyett az elfogadás lenne szükségesebb számukra.
A párt fontosnak tartja, hogy az általános és középiskolákban választható tantárgy legyen a kínai, arab és a török nyelv. A párt álláspontja szerint, ez Hollandia nemzetközi kapcsolatainak a javítását és a holland gazdaság fejlődését szolgálná.
A párt szerint az Európai Uniónak és az ENSZ Biztonsági Tanácsának alapvető reformra van szüksége és az Európai Uniónak saját külpolitikát kell kialakítania. Szerintük harcot kell vívni a szélsőségekkel ami a párt álláspontja szerint a reménytelenség, igazságtalanság és kirekesztés miatt létezik. A párt az Izraeli-Palesztin konfliktus esetében javaslatot tett, hogy Európa erősítse a nemzetközi helyzetét Palesztinával és hogy Hollandia ismerje el Palesztinát.

## Választási eredmények
| Év   | Szavazatok | %   | Mandátumok | Státusz  |
| ---- | ---------- | --- | ---------- | -------- |
| 2017 | 216,147    | 2.1 | 3 / 150    | Ellenzék |
| 2021 | 211,053    | 2.0 | 3 / 150    | Ellenzék |
| 2023 | 246,765    | 2.4 | 3 / 150    | Ellenzék |

## Fordítás
- Ez a szócikk részben vagy egészben  a   Denk című angol Wikipédia-szócikk ezen változatának fordításán alapul.  Az eredeti cikk szerkesztőit annak laptörténete sorolja fel. Ez a jelzés csupán a megfogalmazás eredetét és a szerzői jogokat jelzi, nem szolgál a cikkben szereplő információk forrásmegjelöléseként.